# Epirrhoe sperryi
Epirrhoe sperryi är en fjärilsart som beskrevs av Claude Herbulot 1951. Epirrhoe sperryi ingår i släktet Epirrhoe och familjen mätare. Inga underarter finns listade i Catalogue of Life.